# Изюбриный
Изюбри́ный — село в Чугуевском муниципальном районе Приморского края России.

## Этимология
Изюбрь — восточноазиатский настоящий олень, подвид благородного оленя.

## География
Село находится на левом берегу горной реки Изюбринка (левый приток реки Павловка), на автодороге, отходящей на юг от автотрассы 05Н-100 «Осиновка — Рудная Пристань» между сёлами Павловка и Антоновка, на расстоянии 41 км (по прямой) к северо-востоку от села Чугуевка, административного центра района.

## История
Основано в 1941 году. После пограничного конфликта на острове Даманском в 1972 году село Сетюхе переименовано в Изюбриный.

## Население
| 2002 | 2006 | 2010 |
| ---- | ---- | ---- |
| 354  | ↗384 | ↘330 |

## Улицы
- ул. Лесная,
- ул. Центральная,
- ул. Школьная.